# Miguel Alfredo González
Pour les articles homonymes, voir Miguel González (homonymie), González et Puebla (homonymie).
Miguel Alfredo González Puebla (né le 23 septembre 1983 à La Havane (Cuba) et mort le 24 novembre 2017 dans la même ville) est un lanceur cubain de relève droitier qui joue en 2014 pour les Phillies de Philadelphie de la Ligue majeure de baseball.

## Carrière
Miguel Alfredo González joue de 2007 à 2009 pour les Vaqueros de La Havane en Serie Nacional de Béisbol et s'aligne avec l'équipe nationale cubaine au Tournoi World Port 2009 gagné par Cuba et lors des Coupes du monde de baseball de 2009 et 2011, où son pays revient chaque fois avec la médaille d'argent. En 2012, il évolue pour l'équipe d'Artemisa lorsqu'il est suspendu par la Serie Nacional et par l'équipe nationale pour avoir tenté de faire défection de Cuba. Au début 2013, il fuit au Salvador et gagne ensuite le Mexique. Il s'aligne avec les Toros de Tijuana de la Ligue mexicaine de baseball et négocie un premier contrat avec club de la Ligue majeure de baseball.
À l'été 2013, la rumeur veut que González ait signé un contrat de 49 millions de dollars, mais l'information s'avère erronée. Le 30 août 2013, il est annoncé que González a accepté une entente de 12 millions de dollars US pour 3 saisons chez les Phillies de Philadelphie. 
Perçu initialement comme un éventuel membre de la rotation de lanceurs partants de l'équipe, il est dans les ligues mineures assigné à la tâche de lanceur de relève et fait ses débuts dans le baseball majeur dans ce rôle avec les Phillies, le 3 septembre 2014 contre les Braves d'Atlanta.
Il meurt le 24 novembre 2017 à l'âge de 34 ans, des suites d'un accident de voiture.